# Stanley Samuelsen
Pour les articles homonymes, voir Samuelsen.
Stanley Samuelsen, né le 30 avril 1951 à Fuglafjørður (Îles Féroé), est un guitariste acoustique, chanteur, compositeur et auteur-interprète féroïen, installé au Danemark depuis 1970.
De son nom complet Poul Stanley Lindenskov Samuelsen, il est le cadet d’une famille de 13 enfants. Son grand-père Andrass Samuelsen (1873-1954) a été de 1948 à 1950 le premier Premier ministre des Îles Féroé, après leur accession à l’autonomie.
Son style personnel est marqué par des influences folk, country et bluegrass et inspiré par des artistes tels que George Harrison, John Lennon, Paul McCartney, Crosby, Stills, Nash and Young, Eric Clapton, John Renbourn, Justin Hayward, Chris Hillman et Herb Pedersen.
Stanley Samuelsen chante principalement dans sa langue maternelle, le féroïen, mais aussi en danois, anglais, norvégien et suédois. Il joue le plus souvent sur une guitare de marque Flatbush (modèle J), fabriquée au Danemark par le luthier écossais Victor Smith.

## Carrière

### Les premiers pas aux Îles Féroé
À l’âge de 11 ans, Stanley reçoit sa première guitare. Il apprend à en jouer seul, en écoutant les disques et la radio, surtout Radio Luxembourg. Il fait sa première apparition publique en mars 1964 à Fuglafjørður et achète sa première guitare électrique en 1965, avec l’argent reçu pour sa confirmation. De 1964 à 1970, il est guitariste et à partir de 1967 également chanteur du groupe de rock local des Silly Boys, qui fait des reprises d’Elvis Presley, des Beatles et ou encore de Jim Reeves. Le groupe joue chaque week-end dans les bals et interprète les succès du moment. En 1970, Stanley et son groupe sont élus « meilleur groupe de rock des Féroé » par le public de Tórshavn.

### Les débuts au Danemark
La même année, Stanley arrive au Danemark et rencontre le guitariste canadien Mark Penner. Mark et Stanley se produisent dans les cafés et sur différentes scènes à Copenhague et dans le nord du Seeland. Il joue ensuite avec différents groupes, tels que Palomino, Toneservice, Juveltyvene, Allerød Drengekor, Nis P's Band et le groupe de rock politique 40 i Feber (40 de Fièvre).
Avec son compère Nis P. Jørgensen (piano, chant), il forme en 1984 Den Udødelige Duo (Le Duo Immortel) qui se produit fréquemment lors de meetings, dans les écoles et les universités, pour le mouvement syndical danois et le Parti social-démocrate à l’époque du Premier Ministre Anker Jørgensen jusqu’à Poul Nyrup Rasmussen. Le duo enregistre un album Nu' Det Nu (1988) et un double CD 36 Gode Sange (1995), et reçoit en 1992 le Prix de la Culture de la Confédération Syndicale danoise LO (Dansk LO's Kulturpris).
Stanley travaille aussi comme musicien de scène et de studio et collabore avec nombre d’artistes danois et féroïens, tels que Gert Smedegaard, Knut Henriksen, Stig Kreutzfeldt, Peter Abrahamsen, Tamra Rosanes, Guðrun Sólja Jacobsen, Eivør Pálsdottir, Hanus G. Johansen… Il développe parallèlement sa technique de jeu en picking.

### Stanley, compositeur et auteur-interprète
À partir de 1986, Stanley Samuelsen commence à mettre en musique des poèmes d’auteurs féroïens anciens et modernes, tels que J.H.O. Djurhuus, Jóannis Patursson, Poul F. Joensen, Hans Andreas Djurhuus, Andrass Samuelsen, Rikard Long, Christian Matras, Mikkjal á Rýggi, Fríðrikur Petersen et Valdemar á Løgmansbø.
Il se produit de temps à autre à la radio et à la télévision féroïennes et ses chansons sont ainsi déjà connues aux Îles Féroé avant la sortie de son premier album, Um eg kundi kvøðið… (Si je savais chanter…) en 1999, sur son propre label (réédité ultérieurement par le label féroïen Tutl).
Depuis 2002, Stanley est régulièrement invité au Vilnius Folk Festival et en 2005, il est convié à se produire au Visagino Country Festival (Lituanie), avec le Suédois Ewert Ljusberg et le Norvégien Olaf Stenstad.
Sól og regn (Soleil et pluie), le deuxième album de Stanley Samuelsen, produit en collaboration avec Stig Kreutzfeldt et Claus Christensen, paraît en 2005 sur le label Tutl, avec entre autres quatre chansons entièrement écrites par Stanley.
En 2008 sort le troisième album solo de Stanley Samuelsen, intitulé Tíðin rennur (Le temps passe).
Le 29 juillet 2008 (jour de l’Ólavsøka, la fête nationale féroïenne), Stanley reçoit le Prix Artistique de la Maison des Médias (Listavirðisløn Miðlahúsins) nouvellement créé pour récompenser chaque année les artistes et groupes ayant une importance particulière pour les Féroïens et l’identité féroïenne.
Le 4e album de Stanley, intitulé Alle hjertets sange (Toutes les chansons du cœur) paraît le 9 mai 2011 sur le label Tutl. Il est constitué d’adaptations en danois d'une sélection de ses plus belles  chansons féroïennes.
Oktobir, son 5e album, est sorti le 17 juillet 2013, toujours sur le label féroïen Tutl. Il contient 12 poèmes de Janus Djurhuus (1881-1948), mis en musique et interprétés par Stanley Samuelsen.

### Les autres projets
Depuis le début des années 1990, Stanley Samuelsen tourne régulièrement avec d’autres chanteurs-compositeurs nordiques dans les pays scandinaves et baltes. En 1997, il forme avec le Danois Anders Roland et le Norvégien Steen Vidar-Larsen (N) le trio acoustique Strengedrenge. De 2000 à 2003, Stanley est guitariste du groupe cajun Bell Pepper Boys, de Peter Abraham.
Stanley Samuelsen, Gert Smedegaard et Knut Henriksen forment également le groupe Brainstorm, renommé plus tard Sidemen, qui joue des classiques du rock, du blues et de la country des années ’60.
En 2006, le Trio Acoustica voit le jour, composé des Norvégiens Steen-Vidar Larsen et Øistein Rian, et de Stanley Samuelsen. Son style acoustique et vocal est inspiré principalement par les Beatles, les Byrds et Crosby, Stills & Nash.
Les Sidemen enregistrent en 2007 un CD intitulé First take. En 2008 sort le premier album éponyme du Trio Acoustica.
Stanley Samuelsen participe en 2010 au projet The House Of Songs à Austin (Texas), soutenu par la DJBFA (Association Danoise des auteurs-compositeurs de jazz, rock et folk) et passe en direct le 14 janvier 2010 dans l’émission matinale Good morning Austin de la chaîne américaine FOX 7 News.
Occasionnellement, il illustre musicalement les conférences sur les Beatles données au Danemark et aux Îles Féroé par le journaliste Per Wium, spécialiste danois de la musique des Quatre de Liverpool.

## Discographie
En collaboration
- Stik imod fornuften (Nis P’s Band, 1982)
- Spil for livet (40 i Feber, 1985)
- Nu’ det Nu (Den Udødelige Duo, 1988)
- 36 Gode Sange (Den Udødelige Duo, 1995)
- First Take (Sidemen, Nora Musik, 2007)
- Trio Acoustica (Trio Acoustica, Gateway Music, 2008)
- A tribute to George Harrison (Tutl, 2013) - EP en version numérique uniquement, en collaboration avec sa fille, Astrid Samuelsen

En solo
- Um eg kundi kvøðið... (Tutl, 1999)
- Sól og regn (Tutl, 2005)
- Tíðin rennur (Tutl, 2008)
- Alle hjertets sange (Tutl, 2011)
- Oktobir (Tutl, 2013)
- Folk Songs from the Faroe Islands (Tutl, 2016) - Compilation

## Distinctions
- Dansk LO's Kulturpris (Danemark, 1992)
- Listavirðisløn Miðlahúsins (Îles Féroé, 2008)